# Donja Bioča (Hadžići, BiH)
Donja Bioča je naselje u općini Hadžići, Federacija BiH, BiH.

## Stanovništvo
Nacionalni sastav stanovništva 1991. godine, bio je sljedeći:
ukupno: 104
- Srbi - 104 (100%)